# توجيه شبه نشط بالرادار
التوجيه شبه نشط بالرادار (بالإنجليزية: Semi-active radar homing - SARH)‏ هو نوع من أنواع توجيه الصواريخ وهو أحد أكثر طرق التوجيه شيوعا للصواريخ جو-جو وأرض-جو. يشير الاسم إلى أن الصاروخ نفسه يصبح ملتقطًا سلبيًّا لإشارة الرادار التي يرسلها مصدر خارجي (رادار الطائرة) وتنعكس من الهدف فيتبعها الصاروخ.

## نظرية العمل

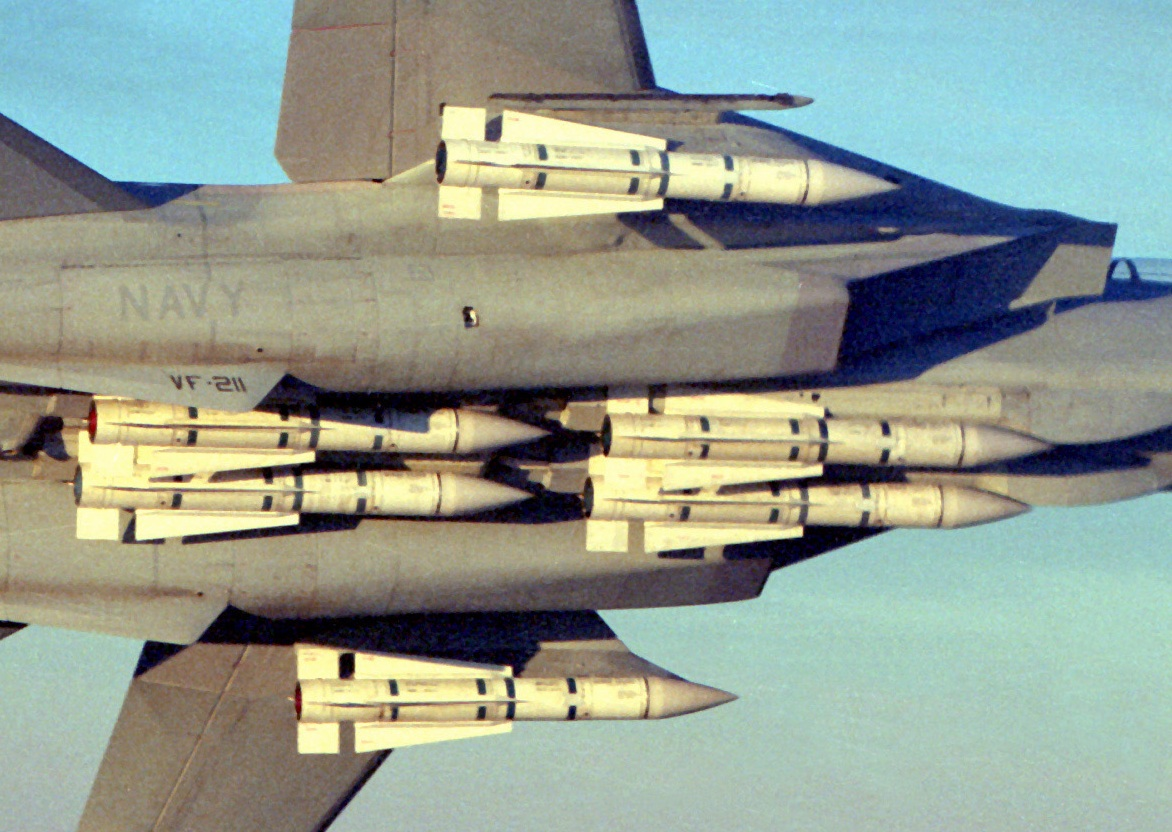
طائرة إف-14 أمريكية تحمل 6 صواريخ جو-جو إيه.آي.إم-54 فينكس الموجهة بشكل شبه نشط بالرادار.

المبدأ الأساسي في عمل الصاروخ الموجه بشكل شبه نشط رإداريا هو أنه بما أن كل التقاط واقتفاء أثر الهدف يكون بشكل أو بآخر من نظام راداري، فيعتبر نسخ نفس الأجهزة ووضعها في الصاروخ نفسه تعقيدا لا داعي له. بالإضافة إلى هذا، فإن كفاءة الرادار ووضوح صورته له علاقة مباشرة بحجم هوائي الرادار، ومقدمة الصاروخ على شكل مخروط صغير لا تكفي لوضع هوائي كبير يسمح بتوجيه الصاروخ بالدقة المناسبة. بدلا من وضع الرادار في الصاروخ، يستطيع طبق كبير متمركز على الأرض أو رادار الطائرة نفسها توفير الإشارة ومعلومات التتبع للصاروخ الذي يقتفي أثر إشارة الرادار المرتدة من جسم الهدف. كما أن الصاروخ يستخدم رادار الطائرة كمرجع له إذا تعرض لمحاولات تشتيت وتضليل من وسائل الهدف الدفاعية.
يعد التوجيه الشعاعي بالرادار نقيض التوجيه الشبه نشط بالرادار، ففي التوجيه الشعاعي ينطلق شعاع الرادار من الطائرة ويظل ثابتا عليها ثم يطلق الصاروخ ويتمركز في شعاع الرادار بالتقاطه الموجات من مؤخرة الصاروخ حتى يصل للهدف. أما في التوجيه شبه نشط، يلتقط الصاروخ الإشارة من مقدمته. تعد ميزات التوجيه الشبه نشط عن التوجيه الشعاعي هي أن موجات الرادار على شكل مروحة، تكبر مع المسافة مما يجعلها أضعف وأقل دقة وبالتالي يجعل نظام التوجيه الشعاعي غير نشط في المسافات الطويلة بينما التوجيه الشبه نشط غير مرتبط بالمدى بل وتزيد دقته كلما اقترب من الهدف أو مصدر إشارة الرادار. الميزة الثانية هي أن التوجيه الشعاعي يجب أن يلتقط ويقفتي أثر الهدف على سرعات عالية وبالتالي يحتاج إلى شعاعيا رادار، واحد لاقتفاء أثر الهدف والأخر لتوجيه الصاروخ للهدف. أما في التوجيه الشبه نشط فيحتاج إشارة رإدارية واحدة.

## الوسائل الإلكترونية المضادة للوسائل الإلكترونية المضللة للصاروخ
تستخدم الصواريخ الحديثة الموجهة بشكل شبه نشط وسائل إلكترونية متقدمة ضد الوسائل الإلكترونية الدفاعية والمشوشة على الصاروخ ومع هذا يظل لنظام التوجيه هذا عيوبه. بعض الصواريخ الحديثة تستخدم ما يسمى ب«التوجيه شبه نشط بالرادار النهائي» حيث يعتمد الصاروخ معظم رحلته على القصور الذاتي ثم عندما يقترب من الهدف تعمل أنظمة التوجيه الشبه نشط وبالتالي يمنع الهدف من إدراك أنه تحت الهجوم إلا متأخرا جدا. وبما أن لصاروخ في هذا النظام يحتاج للتوجيه في مرحلته الأخيرة فقط، فمن الممكن استخدام كل باعث لإشارات الرادار في الاشتباك مع أهداف أخرى. كما أنه من الممكن تحديث قاعدة بيانات الصاروخ بالمعلومات عن الهدف من الطائرة في منتصف رحلته في بعض هذه الصواريخ.